# Ocell del paradís magnífic
L'ocell del paradís magnífic (Diphyllodes magnificus) és un ocell de la família dels paradiseids (Paradiseidae).

## Hàbitat i distribució
Habita els boscos de les terres baixes fins de Nova Guinea, incloent l'illa Yapen, les Aru i les Raja Ampat de Batanta, Salawati i Misool.